# Flinthörn (Schiff, 1925)
Die Flinthörn  ist eine Galeasse, die 1925 in Lübeck vom Stapel lief und heute als Traditionsschiff unter deutscher Flagge segelt.

## Geschichte
Der Rumpf der Flinthörn war für einen segelnden See-Ewer als Plattbodenschiff konzipiert, wurde dann jedoch als Bunkerboot im Hamburger Hafen eingesetzt. 1984 erwarb  Kapitän  Rhett Collasius, geb. Brandl, das Boot. In den darauffolgenden drei Jahren erfolgte der Rückbau vom Bunkerboot Gasöl 2 zum galeassengetakelten Segelschiff. Er betrieb das Schiff bis 2008 als Jugendschiff.  Der Umbau wurde sorgfältig durchgeführt um den Originalzustand wiederherzustellen. Hervorzuheben ist das traditionelle Rigg, dass dem damals üblichen Erscheinungsbild entspricht. Das Schiff entspricht heute wieder dem Originalzustand und wird als Traditionssegler betrieben. Typisch für Plattbodenschiffe ist zur Stabilisierung an der Back- und Steuerbord jeweils ein Schwert angebracht, dass bei Bedarf zu Wasser gelassen werden kann. Die Stabilisierung kann notwendig werden, weil Plattbodenschiffe über keinen klassischen Kiel verfügen. Der fehlende Kiel ist vor allem in flachen Gewässern, wie dem norddeutschen Wattenmeer, oder für den Fall, dass der Kapitän das Schiff im Watt „trockenfallen“ lassen will, ein Vorteil.
Die Flinthörn ist auf vielen großen Segelevents anzutreffen. Das Schiff kann für Events gechartert werden und ist ein häufiger Teilnehmer der Windjammerparade zur Kieler Woche. Eine weitere Besonderheit sind Sprachreisen, bei dem Jugendliche mit der Flinthörn einen komplett auf Englisch geführten Törn auf der Ostsee erleben können.